# Ariadne Artiles
Ariadne Artiles Cardeñosa (Las Palmas de Gran Canaria, 18 gennaio 1982) è una modella spagnola.
È una delle modelle più pagate ed è considerata una delle donne più sexy del mondo da diverse riviste come ad esempio FHM.
Si è sposata nel novembre de 2005 con il pilota di SBK Fonsi Nieto. I due si sono separati nel settembre del 2008.